# FOAB

FOAB(Father of All Bombs, 러시아어: Папа всех бомб) 또는 정식명칭 ATBIP(러시아어: Авиационная вакуумная бомба повышенной мощности, АВБПМ, 영어: Aviation Thermobaric Bomb of Increased Power)는 러시아가 미국의 MOAB(모든 폭탄의 어머니)에 대응하여 만든 소형 핵폭탄급 폭발력을 가진 재래식 초강력 폭탄이다. 모든 폭탄의 아버지(FOAB: Father Of All Bombs)라는 이름을 붙였다. 모압보다 4배의 폭발력을 가졌으면서도, 무게는 모압보다 적다고 한다.
2007년 9월 11일, 러시아는 FOAB의 개발을 발표하면서 관련 실험 동영상을 ORT 채널1에서 방송했다. 알렉산데르 루크신 러시아 합참차장은 이날 ORT 채널1과 인터뷰에서 "새로운 공중무기인 진공폭탄이 그간 실험에서 핵무기에 필적하는 성능과 위력을 보였다"고 말했다.
러시아 국영방송인 1채널은 "러시아 슈퍼폭탄은 7.1t의 폭약을 사용하면서도 고효율의 새폭약을 사용하기 때문에 8t의 폭약을 사용하는 미국 슈퍼폭탄보다도 폭발력이 4배에 달한다"고 설명했으며, 투폴레프 TU-160 전력폭격기가 진공폭탄을 투하하고 큰 폭발이 일어나는 장면을 방영했다.
소형 핵폭탄의 폭발력을 가졌으며, 따라서 대량살상무기이지만, 화학탄이나 핵폭탄이 아닌 재래식 폭탄으로서, 국제 조약 등에 의한 개발 및 보유의 규제가 없다.

## 제원
- 순수 고폭탄만의 중량: 7.8 톤 (미국의 모압은 18,700 lb. 8.4 톤)
- 폭발력: TNT 44 톤급 (미국의 모압은 TNT 11 톤급)
- 폭발반경: 990 feet (미국의 모압은 450 feet 137.61m, 150 yards)

## 같이 보기
- 차르 봄바